# Podbřezí
Podbřezí är en ort i Tjeckien. Den ligger i den nordöstra delen av landet, 130 km öster om huvudstaden Prag. Podbřezí ligger 324 meter över havet och antalet invånare är 484.
Terrängen runt Podbřezí är platt åt sydväst, men åt nordost är den kuperad.Runt Podbřezí är det ganska tätbefolkat, med 111 invånare per kvadratkilometer. Närmaste större samhälle är Náchod, 17,8 km norr om Podbřezí. Omgivningarna runt Podbřezí är en mosaik av jordbruksmark och naturlig växtlighet.